# Kadawatha
Kadawatha (ook gespeld: Kadawata) is een voorstad van Colombo in Sri Lanka. Hij ligt aan de A1 snelweg van Colombo naar Kandy. De afstand tot Colombo, de belangrijkste handelsstad van Sri Lanka, bedraagt ongeveer 15 km.
Kadawatha is ontstaan door samenklitting van talrijke dorpen, waaronder: Mahara, Kirillawala, Rammuthugala, Dalupitiya, Karagahamuna (Upper en Lower), Biyanwila (Upper en Lower) en Kirimetiyagara.
Kadawatha beschikt over de nodige infrastructuur: hospitaal, politiebureau, busdepot, postkantoor, meerdere scholen, boeddhistische tempels, katholieke en andere christelijke kerken,

## Economie
DSI (rubber), Smak (soft drinks), Alcobronzo (machinebouw), Sparklit (dieselmotoren), Mayadunne Sons en Homerun Pas (potloden) zijn belangrijke bedrijven in Kadawatha.
Veel inwoners pendelen als student of werknemer naar Colombo.
De eerdere ongestructureerde groei is de oorzaak van het feit dat Kadawatha een onoverzichtelijke verkeerskluwen werd met grote files op spitsuren. Hier wordt aan gewerkt, onder andere door het openen van de eerste verkeerstunnel van Sri Lanka, die het doorgaand verkeer uit het centrum houdt.

## Geschiedenis
In de pre-koloniale tijd was Kadawatha de toegang tot het Koninkrijk Mahanuwara (Kandy).
Er zijn nog een aantal plaatsen met dezelfde naam. Alle waren halteplaatsen voor ossenkarren.

## Links
- Kadawatha City in Sri Lanka